# Saint-Martin-de-Bavel
Saint-Martin-de-Bavel es una comuna francesa del departamento de Ain, en la región de Auvernia-Ródano-Alpes.

## Demografía
| 305 | 304 | 304 | 282 | 327 | 332 | 429 | 427 |
| Para los censos de 1962 a 1999 la población legal corresponde a la población sin duplicidades (Fuente: INSEE [Consultar]) |     |     |     |     |     |     |     |

## Personajes célebres
- Joseph Benoît, nacido en Saint-Martin en 1812, político y revolucionario francés.